# Heinrich Blasius

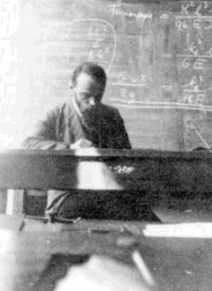
Heinrich Blasius (etwa 1920)

Heinrich Blasius (* 9. August 1883 in Berlin; † 24. April 1970 in Hamburg) war ein deutscher Physiker und Hochschullehrer. Sein Arbeitsgebiet war die Strömungsmechanik. Nach ihm ist die Ähnlichkeitslösung der inkompressiblen Plattengrenzschicht benannt.

## Leben
Heinrich Blasius wurde 1883 in Berlin geboren. In den Jahren 1902–1906 studierte er in Marburg und Göttingen. Dort wurde er einer der ersten Doktoranden bei Ludwig Prandtl. Während dieser Zeit entstanden seine Arbeiten zur Grenzschicht. Nach sechs Jahren in der Forschung wechselte er 1912 an die Ingenieurschule Hamburg (heute Hochschule für Angewandte Wissenschaften Hamburg)  und widmete sich dort ganz der Lehre. Heinrich Blasius feierte am 1. April 1962 sein 50-jähriges Dienstjubiläum und lehrte dort bis zu seinem Tod am 24. April 1970.

## Werk
Im Rahmen seiner wissenschaftlichen Arbeit befasste sich Blasius mit der mathematischen Behandlung der Grenzschichtgleichungen. Dabei konnte er zeigen, dass der Reibungswiderstand einer Rohrströmung durch die Reynolds-Zahl ausgedrückt werden kann. Bekannt ist er vor allem für die Ähnlichkeitslösung der Grenzschicht entlang der ebenen Platte ohne Druckgradient, welche ihm zu Ehren als Blasius-Grenzschicht bezeichnet wird. Während seiner Forschungsarbeit veröffentlichte er unter anderem:
- Grenzschichten in Flüssigkeiten mit kleiner Reibung, Teubner Verlag, 1907
- Laminare Strömung in Kanälen wechselnder Breite, Zeitschrift f. Mathematik u. Physik, 1910
- Das Ähnlichkeitsgesetz bei Reibungsvorgängen in Flüssigkeiten, Forschg. Arb. Ing.-Wes, 1913